# Jenbach
Jenbach település Ausztriában, Tirolban a Schwazi járásban található. Területe 15,22 km², lakosainak száma 6 944 fő, népsűrűsége pedig 460 fő/km² (2014. január 1-jén). A település 563 méteres tengerszint feletti magasságban helyezkedik el.

## Népesség
| Lakosok száma | 1052 | 2126 | 2257 | 5712 | 6728 | 6891 | 6880 | 6944 | 7088 | 7175 |
|               | 1869 | 1910 | 1939 | 1981 | 2003 | 2006 | 2010 | 2014 | 2017 | 2021 |

## Közlekedés
A településen az Alsó-Inn-völgyi vasútvonal halad keresztül, vasútállomása Bahnhof Jenbach. Érdekessége az állomásnak, hogy három különböző nyomtávolság is találkozik itt.

## Fordítás
- Ez a szócikk részben vagy egészben  a   Jenbach című angol Wikipédia-szócikk ezen változatának fordításán alapul.  Az eredeti cikk szerkesztőit annak laptörténete sorolja fel. Ez a jelzés csupán a megfogalmazás eredetét és a szerzői jogokat jelzi, nem szolgál a cikkben szereplő információk forrásmegjelöléseként.